# Hefekranz
Un Hefekranz, ou Hefezopf (littéralement « couronne de levure » et « tresse de levure »), est un pain sucré de Suisse, d'Allemagne, d'Autriche et du Tyrol du Sud.
La pâte est faite de sucre, de farine, de beurre, d'œufs et de levure (parfois avec des raisins secs ou des amandes).
Généralement, le Hefezopf et le Hefekranz se composent de trois pâtons tressés. Alors que le Hefezopf (Zopf signifiant « tresse ») est un pain constitué uniquement d'une tresse, la tresse du Hefekranz est pliée en couronne (Kranz signifiant « couronne »).
Deux types de pain similaires appelés vetekrans et vetelängd (littéralement « couronne de blé » et « longueur de blé » respectivement) sont courants en Suède. Le vetelängd a une forme très similaire à celle du Hefezopf, tandis que les deux extrémités du vetekrans sont jointes, donnant au pain une forme en O, avant la cuisson.